# Ferganský vilájet
Ferganský vilájet je jeden z vilájetů (regionů) Uzbekistánu. Nachází se v jižní části Ferganské kotliny na východě země. Sousedí s regiony Namangan a Andižan a dále s Kyrgyzstánem a Tádžikistánem. Hlavním městem vilájetu je Fergana. V roce 2023 zde žilo 4 014 895 obyvatel, z nichž asi 45 % žilo na venkově. Pod vilájet spadá celkem 15 okresů a leží zde devět měst. Dominantní je v regionu zemědělství (typicky bavlna, hedvábí, různé druhy ovoce nebo vinná réva). Dále se zde nacházejí naleziště ropy. Převládá zde kontinentální podnebí.